# Azeta metaspila
Azeta metaspila là một loài bướm đêm trong họ Erebidae.